# The Prospector's Vengeance
The Prospector's Vengeance er en amerikansk stumfilm fra 1920 af B. Reeves Eason.

## Medvirkende
- George Field
- Mildred Moore
- Pat O'Malley
- Harry Myers
- Tote Du Crow
- Charles Newton